# Cagnoald
 Canoeld, Cagnoald, Cagnou ou Canoaldus, selon les orthographes a été le sixième évêque de Laon de 625 à 638 ou 640.

## Biographie

### Jeunesse et formation
Cagnoald serait né au château de Champigny situé à deux lieues de Meaux dans une famille noble. Son père aurait été Hagnéric, convive du roi Théobert II d'Austrasie et de Léodégonde fille d'un comte de Meaux, il aurait eu donc pour frère Faron de Meaux et Fare comme sœur. Il fit ses études à l'Abbaye Saint-Pierre-et-Saint-Paul de Luxeuil où il devint le disciple de Colomban de Luxeuil à partir de 594.

### Carrière ecclésiastique
Cagnoald suivit Colomban en son exil de Soissons vers 610 jusqu'à Bregenz.
Il devint abbé de Saint-Vincent de Laon avant de devenir évêque de Laon. Il participa au concile de Reims de 625. 
Il fut inhumé en l'abbaye Saint-Vincent avant que sa sépulture ne fut détruite par les Anglais en 1539. L'abbé Simon de la Porte fit mettre son chef dans un ciboire d'argent et un os du bras dans une châsse. Il est fêté à Laon le 6 septembre.